# کایا ایرلاینز
کایا ایرلاینز (به انگلیسی: Kaya Airlines) یک شرکت هواپیمایی با کد یاتا IK است که در تاریخ ۱۹۹۱ میلادی تأسیس شده‌است. دفتر مرکزی کایا ایرلاینز در فرودگاه بین‌المللی ماپوتو کشور موزامبیک واقع شده‌است.